# Список кавалеров ордена Святого Александра Невского эпохи Павла I
Список кавалеров ордена Святого Александра Невского эпохи Павла I.
1. 9 ноября 1796 — Зубов, Николай Александрович, граф, шталмейстер[1].
2. 9 ноября 1796 — Гавриил (Петров), митрополит Новгородский и Санкт-Петербургский[1].
3. 10 ноября 1796 — Пастухов, Пётр Иванович, тайный советник, сенатор.
4. 10 ноября 1796 — Амвросий (Подобедов), архиепископ Казанский и член Святейшего Синода, потом митрополит Новгородский[1].
5. 10 ноября 1796 — Иннокентий (Нечаев), архиепископ Псковский и Рижский, член Святейшего Синода.
6. 10 ноября 1796 — Унгерн-Штернберг, Густав, барон, генерал-аншеф.
7. 10 ноября 1796 — Голицын, Иван Фёдорович, князь, генерал-аншеф.
8. 11 ноября 1796 — Гудович, Андрей Васильевич, генерал-аншеф.
9. 11 ноября 1796 — Чернышёв, Андрей Гаврилович, генерал-аншеф.
10. 14 ноября 1796 — Куракин, Александр Борисович, князь, действительный тайный советник и сенатор[1].
11. 14 ноября 1796 — Виельгорский, Юрий Михайлович, граф, действительный тайный советник.
12. 19 ноября 1796 — Ильинский, Август Иванович, граф, тайный советник и сенатор.
13. 19 ноября 1796 — Тизенгаузен, Иван Андреевич, граф, обер-гофмейстер.
14. 1796 — Нелединский-Мелецкий, Александр Юрьевич, действительный тайный советник.
15. 3 декабря 1796 — Измайлов, Пётр Иванович, действительный тайный советник. Умер 14 марта 1807 года.
16. декабрь 1796 — Гедройц, Ян Стефан, князь, епископ жемайтский.
17. 4 декабря 1796 — Коссаковский, Ян Непомуцен, епископ Виленский.
18. 5 декабря 1796 — Валуев, Пётр Степанович, действительный тайный советник и сенатор.
19. декабрь 1796 — Бабарыкин (Боборыкин), Пётр Иванович, генерал-лейтенант.
20. 17 декабря 1796 — Философов, Михаил Михайлович, ныне генерал от инфантерии, член Государственного Совета[1].
21. 17 декабря 1796 — Лопухин, Пётр Васильевич, генерал-поручик, потом действительный тайный советник, член Государственного Совета[1].
22. 19 декабря 1796 — Куракин, Алексей Борисович, ныне действительный тайный советник, член Государственного Совета[1]. Алмазные знаки 04.10.1797
23. 13 января 1797 — Кочубей, Виктор Павлович, вице-канцлер[1].
24. 25 января 1797 — Кашталинский, Матвей Фёдорович, действительный тайный советник.
25. 15 февраля 1797 — Буксгевден, Фёдор Фёдорович, граф, генерал-лейтенант[1].
26. 13 марта 1797 — Ириней (Клементьевский), архиепископ Псковский.
27. 21 марта 1797 — Платон (Левшин), митрополит Московский и Калужский[1].
28. 5 апреля 1797 — Мария Фёдоровна, её императорское величество, государыня[1][2].
29. 5 апреля 1797 — Свистунов, Пётр Семёнович, действительный тайный советник.
30. 5 апреля 1797 — Долгоруков, Василий Васильевич, князь, действительный тайный советник.
31. 5 апреля 1797 — Безбородко, Илья Андреевич, граф, действительный тайный советник.
32. 5 апреля 1797 — Архаров, Иван Петрович, генерал от инфантерии.
33. 5 апреля 1797 — Бенкендорф, Христофор Иванович, генерал от инфантерии.
34. 5 апреля 1797 — Вадковский, Фёдор Фёдорович, действительный тайный советник.
35. 5 апреля 1797 — Плещеев, Сергей Иванович, вице-адмирал.
36. 5 апреля 1797 — Ростопчин, Фёдор Васильевич, действительный тайный советник.
37. 5 апреля 1797 — Донауров, Михаил Иванович, тайный советник.
38. 5 апреля 1797 — Кушелев, Григорий Григорьевич, вице-президент Адмиралтейств-коллегии[1].
39. 5 апреля 1797 — Аракчеев, Алексей Андреевич, барон, генерал-лейтенант.
40. 5 апреля 1797 — Обольянинов, Пётр Хрисанфович, генерал-лейтенант[1].
41. 5 апреля 1797 — Арсений (Верещагин), архиепископ Ростовский.
42. 5 апреля 1797 — Евгений (Булгарис), архиепископ.
43. 5 апреля 1797 — Волков, Аполлон Андреевич, действительный тайный советник и сенатор.
44. 5 апреля 1797 — Загряжский, Николай Александрович, обер-шенк.
45. 5 апреля 1797 — Голицын, Николай Алексеевич, князь, шталмейстер.
46. 5 апреля 1797 — Румянцев, Сергей Петрович, граф, действительный тайный советник.
47. 5 апреля 1797 — Васильев, Алексей Иванович, барон, действительный тайный советник[1][3].
48. 5 апреля 1797 — Гагарин, Гавриил Петрович, князь, действительный тайный советник и сенатор.
49. 2 мая 1797 — Васильчиков, Григорий Алексеевич, генерал-лейтенант.
50. 11 мая 1797 — Афанасий, бывший епископ Могилёвский и Полоцкий.
51. 11 мая 1797 — Иов (Потёмкин), архиепископ Минский и Волынский.
52. 11 мая 1797 — Цецишовский, Каспер Казимир, епископ Минский Римских церквей.
53. 11 мая 1797 — Хмара, Адам, тайный советник.
54. 11 мая 1797 — Жаба, Тадеуш, тайный советник.
55. 17 мая 1797 — Булгаков, Яков Иванович, действительный тайный советник.
56. 18 мая 1797 — Штольберг, граф.
57. 1797 — Мусин-Пушкин, Алексей Васильевич, адмирал.
58. 1797 — Дункан, Адам, лорд, адмирал Великобританского королевского флота.
59. 10 июня 1797 — Пиклер (нем. Pückler), граф, герцогский вюртембергский обер-камергер.
60. 10 июня 1797 — Нессельроде, Максимилиан Юлий Вильгельм Франц, граф, тайный советник.
61. 10 сентября 1797 — Простоквашин, Евдоким Степанович, генерал-лейтенант.
62. 20 сентября 1797 — Фридрих Карл Людвиг Шлезвиг-Гольштейн-Зондербург-Бекский, герцог, прусский генерал-лейтенант.
63. 1797 — Соймонов, Михаил Фёдорович, действительный тайный советник и сенатор.
64. 26 ноября 1797 — Конде, Людовик-Жозеф де Бурбон, принц[1].
65. 29 ноября 1797 — Литта, Джулио Ренато, граф, вице-адмирал[1].
66. 12 декабря 1797 — Римский-Корсаков, Александр Михайлович, генерал-лейтенант.
67. 27 декабря 1797 — Трейден, Христофор Иванович, генерал от инфантерии.
68. 27 декабря 1797 — Ливен, Иван Романович, генерал от инфантерии.
69. 1797? — Шалыгин, тайный советник.
70. 17 января 1798 — Клейст, Франц Казимир фон, прусский генерал-лейтенант.
71. 17 января 1798 — Богуш-Сестренцевич, Станислав, митрополит римских церквей[1].
72. 6 февраля 1798 — Михаил Павлович, великий князь[1].
73. 14 марта 1798 — Панин, Никита Петрович, граф, тайный советник. Алмазные знаки 15.09.1801
74. 1798 — Ламб, Иван Варфоломеевич, генерал от инфантерии.
75. 3 мая 1798 — Вязмитинов, Сергей Кузьмич, генерал от инфантерии. Алмазные знаки 12.12.1805
76. 15 мая 1798 — Шевич, Георгий Иванович, генерал от кавалерии.
77. 15 мая 1798 — Беннигсен, Леонтий Леонтьевич, генерал-лейтенант.
78. 1798 — Маслов, Николай Иванович, действительный тайный советник.
79. 24 июня 1798 — Александр Вюртембергский, принц, римский императорский фельдмаршал-лейтенант[1].
80. 7 августа 1798 — Линденер, Фёдор Иванович, генерал-лейтенант.
81. 10 октября 1798 — Иерофей (Малицкий), митрополит Киевский и Галицкий[1].
82. 14 октября 1798 — Нарышкин, Александр Львович, обер-камергер.
83. 25 октября 1798 — Нагель, Ларион Тимофеевич, действительный тайный советник.
84. 1798 — Ребиндер, Василий Михайлович, действительный тайный советник.
85. 1798 — Герман, Иван Иванович, генерал-лейтенант.
86. 25 января 1799 — Фондезин, Вилим Петрович, адмирал.
87. 20 февраля 1799 — Фридрих Людвиг Мекленбург-Шверинский, наследный принц[1].
88. 20 февраля 1799 — Карл Август Христиан Мекленбург-Шверинский, принц.
89. 1799 — Сераковский, Михаил, граф, епископ.
90. 5 марта 1799 — Розенберг, Андрей Григорьевич, генерал от инфантерии. Алмазные знаки 14.05.1799
91. 8 апреля 1799 — Трощинский, Дмитрий Прокофьевич, действительный тайный советник.
92. 5 мая 1799 — Колокольцов, Фёдор Михайлович, барон, действительный тайный советник.
93. 5 мая 1799 — Саблуков, Александр Александрович, действительный тайный советник.
94. 5 мая 1799 — Алопеус, Максим Максимович, тайный советник.
95. 14 мая 1799 — Повало-Швейковский, Яков Иванович, действительный тайный советник. Алмазные знаки 07.1799
96. май 1799 — Ржевский, Алексей Андреевич, действительный тайный советник.
97. 29 мая 1799 — Толстой, Николай Александрович, граф, обер-гофмаршал.
98. 29 мая 1799 — Головин, Николай Николаевич, граф, действительный тайный советник.
99. 29 мая 1799 — Ласси, Борис Петрович, генерал от инфантерии.
100. 6 июня 1799 — Багратион, Пётр Иванович, князь, генерал-майор.
101. 29 июня 1799 — Балле, Иван Петрович, адмирал.
102. 21 июля 1799 — Кутайсов, Иван Павлович, граф, бывший обер-шталмейстер.
103. 7 августа 1799 — Руффо, Фабрицио Диониджи, кардинал.
104. 29 августа 1799 — Вильгельм, палатин Биркенфельдский, герцог Баварский.
105. 31 августа 1799 — Пий Август Баварский, принц, сын палатина Биркенфельдского, герцога Баварского.
106. 22 сентября 1799 — Горчаков, Андрей Иванович, князь, генерал-лейтенант.
107. 24 сентября 1799 — Макаров, Михаил Кондратьевич, адмирал.
108. 6 октября 1799 — Голицын, Борис Андреевич, князь, генерал-лейтенант.
109. 12 октября 1799 — Фридрих Франц I Мекленбургский, владетельный герцог.
110. 12 октября 1799 — Лютцов, Август фон (нем. August von Lützow (1757–1835)), барон, обер-гофмейстер мекленбург-шверинского двора.
111. 29 октября 1799 — Милорадович, Михаил Андреевич, генерал-лейтенант. (алмазные знаки 26 августа 1812, за отличие при Бородино; Высочайший рескрипт 15 октября 1817)
112. 29 октября 1799 — Ребиндер, Максим Владимирович, генерал-лейтенант.
113. 29 октября 1799 — Ферстер, Иван Иванович, генерал-лейтенант.
114. 13 ноября 1799 — Флаксланден, Иоганн Баптист Антон фон[фр.], барон, бальи.
115. 14 ноября 1799 — Петрово-Соловово, Александр Григорьевич, действительный тайный советник.
116. 26 ноября 1799 — Густав, его высочество наследный принц шведский[1].
117. 25 декабря 1799 — Эмиль Леопольд Август, наследный принц Саксен-Готский.
118. 26 декабря 1799 — Неплюев, Дмитрий Николаевич, тайный советник.
119. 29 декабря 1799 — Горчаков, Алексей Иванович, князь, генерал-лейтенант.
120. 29 декабря 1799 — Колычёв, Степан Алексеевич, действительный тайный советник.
121. 29 декабря 1799 — Бюлер, Карл Яковлевич, барон, тайный советник.
122. 10 января 1800 — Ринк фон Бальденштейн, Игнац Бальтазар Виллибальд[нем.], князь гейтерсгеймский, великий приор германский.
123. 10 января 1800 — Пфюрдт, Иоганн Якоб Леонард фон (нем. Johann Jakob Leonhard Freiherr von Pfürdt zu Blumberg († 1820)), барон, великий бальи.
124. 11 января 1800 — Серра-де-Каприола, Антонио Мореско, неаполитанский посланник при императорском российском дворе.
125. 20 января 1800 — Платон (Любарский), архиепископ Астраханский и Моздокский.
126. 2 февраля 1800 — Вяземский, Андрей Иванович, князь, действительный тайный советник.
127. 4 марта 1800 — Людовик XVIII, король французский[1].
128. 10 марта 1800 — Кнорринг, Карл Фёдорович, генерал-лейтенант. Алмазные знаки 15.09.1801
129. 19 сентября 1800 — Пауль Фридрих, принц Мекленбург-Шверинский.
130. 25 сентября 1800 — Фердинанд IV, король Обеих Сицилий[1].
131. 25 сентября 1800 — Франциск Януарий, кронпринц Неаполитанский[1].
132. 25 сентября 1800 — Леопольд, принц Неаполитанский[1].
133. 25 сентября 1800 — Виктор Эммануил I, король Сардинский[1].
134. 25 сентября 1800 — Пиньятелли, Антонио, князь Бельмонте (итал. Antonio Pignatelli Principi di Belmonte), тайный советник неаполитанской службы.
135. 25 сентября 1800 — Актон, Джон, первый министр неаполитанский.
136. 1 декабря 1800 — Стедингк, Курт Богислаус Людвиг Кристофер фон, барон, шведский посол при Российском императорском дворе.
137. 1 декабря 1800 — Толль, Юхан Кристофер, барон, шведский генерал-аншеф.
138. февраль 1801 — Хаугвиц, Кристиан фон, граф, министр иностранных дел короля прусского.